# Dania Ramirez
Dania Jissel Ramirez (sinh ngày 8 tháng 11 năm 1979) là một nữ diễn viên người Dominica.
Các vai diễn đã khiến cô nổi danh bao gồm các vai Maya Herrera trong Heroes, Alex trong Entourage và Blanca trong mùa cuối cùng của The Sopranos trên truyền hình. Các vai diễn trong phim của cô bao gồm Alex Guerrero trong She Hate Me và Callisto trong bộ phim truyện X-Men: The Last Stand. Cô đóng vai Rosie Falta trong Những người hầu gái suốt đời từ tháng 6 năm 2013 cho đến khi bị hủy bỏ vào năm 2016. Vào tháng 7 năm 2017, Ramirez đã tham gia loạt phim ABC đình đám Ngày xửa ngày xưa với phần thứ bảy được khởi động lại nhẹ nhàng trong vai chính với vai chính là Cinderella. 

## Danh sách phim

### Điện ảnh
| Năm  | Tên                   | Vai                | Ghi chú |
| ---- | --------------------- | ------------------ | ------- |
| 2002 | 25th Hour             | Daphne             |         |
| 2004 | Little Black Boot     | Laurie Rodriguez   |         |
| 2004 | The Ecology of Love   | Alila              |         |
| 2004 | Cross Bronx           | Mia                |         |
| 2004 | She Hate Me           | Alex Guerrero      |         |
| 2004 | Fat Albert            | Lauri              |         |
| 2006 | X-Men: The Last Stand | Callisto           |         |
| 2007 | Illegal Tender        | Ana                |         |
| 2008 | Ball Don't Lie        | Carmen             |         |
| 2008 | The Fifth Commandment | Angel              |         |
| 2008 | Quarantine            | Sadie              |         |
| 2010 | Brooklyn to Manhattan | Jessica            |         |
| 2012 | American Reunion      | Selena             |         |
| 2012 | Premium Rush          | Vanessa            |         |
| 2015 | Mojave                | Detective Beaumont |         |
| 2018 | Off the Menu          | Javiera Torres     |         |